# Noétique
Ne doit pas être confondu avec Néotique.
 (septembre 2023).
Si vous disposez d'ouvrages ou d'articles de référence ou si vous connaissez des sites web de qualité traitant du thème abordé ici, merci de compléter l'article en donnant les références utiles à sa vérifiabilité et en les liant à la section « Notes et références ».
Noétique (terme dérivé de noèse, du grec νόησις / nóēsis) est un adjectif utilisé en phénoménologie pour désigner ce qui concerne l'acte de la pensée, la noèse.
La noétique est une branche de la philosophie métaphysique et de la philosophie de l'esprit concernant l'intellect et la pensée. C'est l'étude ou la théorie de la connaissance, de la pensée.
La Noétique est un terme utilisé en philosophie moderne pour désigner divers concepts liés à la pensée et à la compréhension. Son origine remonte à l'adjectif grec ancien "νοητική noētikḗ", qui signifie "relatif à la pensée et à la compréhension". En latin, on parle de "noetica (scientia)", ce qui se traduit par "science noétique". Le mot "Nous" est également associé à la noétique et désigne la capacité à appréhender mentalement quelque chose, ainsi que l'instance en l'être humain responsable de la connaissance et de la réflexion.
Dans la philosophie grecque, le concept central de la noétique est le Noûs qui regroupe nos notions de l'esprit, de la raison et de l'intellect.
Au fil de l'histoire, le terme noétique a été utilisé pour décrire divers domaines de la philosophie et de la logique. Au début du XVIIe siècle, il était associé à la logique et plus spécifiquement à l'étude des concepts ou des termes. Johann Heinrich Alsted, un philosophe de cette époque, a identifié les termes, les sujets et les axiomes comme étant les instruments noétiques de la logique[réf. souhaitée].
Au XIXe siècle, de nouvelles définitions ont émergé, notamment grâce au logicien William Hamilton, qui a défini la noétique comme la partie de la logique qui traite des lois fondamentales de la pensée[réf. souhaitée], telles que la loi de la contradiction, la loi de l'identité, la loi du tiers exclu et la loi du motif suffisant..
Cependant, la définition la plus célèbre de la noétique provient du philosophe Edmund Husserl, qui l'a définie comme la phénoménologie de la raison. Selon cette conception, la noétique implique une exploration intuitive de la conscience rationnelle[réf. souhaitée]. Ainsi, la noétique est un terme polyvalent qui a évolué au fil du temps pour englober divers aspects de la pensée, de la compréhension et de la logique dans la philosophie moderne. Husserl oppose la noétique, science de la noèse, de l'acte, de la conscience, à la noématique, science du noème, de l'objet de la pensée.

## Autres usages
L'Institute of Noetic Sciences (fondé en 1973) décrit les sciences noétiques comme "la manière dont les croyances, les pensées et les intentions affectent le monde physique". Depuis les années 1970 et la fondation de l'Institut des Sciences Noétiques par l'astronaute de la NASA Edgar Mitchell et d'autres, le terme "noétique" a été adopté par plusieurs auteurs tels que Christian de Quincey dans Deep Spirit: Cracking the Noetic Code (2008) et Dan Brown dans The Lost Symbol (2009), qui écrivent sur la conscience et la spiritualité.
Viktor Frankl  (1905-1997), distingue les névroses noogènes dans son ouvrage Découvrir un sens à sa vie (1946), Éditions de l’Homme 2013, (p. 101).